# ژان-پیر بولار
ژان-پیر بولار (فرانسوی: Jean-Pierre Boulard‎؛ زادهٔ ۳ دسامبر ۱۹۴۲) دوچرخه‌سوار اهل فرانسه است.